# Слов'янське царство
«Слов'янське Царство» або «Царство слов'ян» (італ. "Il regno de gli Slavi, hoggi correttamente detti schiavoni") — твір, опублікований 1601 року бенедиктинським ченцем далматинського походження Мавро Орбіні (італ. Mauro Orbini). Використовуючи церковні архіви, Орбіні описав історію слов'ян, навів багато фактів, які було замовчано в працях інших авторів цього періоду. Навів прямі цитати та посилання на зміст близько 330-х досліджень, серед яких здебільшого маловідомі або відсутні. Це значною мірою стосується творів Вінко Прібоєвича, а також Авентина або Альберта Кранца (лат. Albertus Crantius). Робота має дієписну прикмету — «Царство слов'ян» містить і передає цілий ряд середньовічних відомостей про дієпис південнослов'янських народів.

## Новий відроджений початок
Твір знаменує собою початок так званого ілліризму або іллірійського руху, що ставить собі за намір досягти духовного і державницького пробудження серед південних слов'ян. Ось як сам автор визначає твір: «Царство слов'ян, сьогодні неправильно званого скйавони (Schiavoni -італ.).
В дієписі дона Мавро Орбіні з Рагузи, абата монастиря бенедиктинців на острові Млєт, видно джерела майже всіх народів, які розмовляють слов'янською мовою, і багатьох різних воєн, які вони вели в Європі, Азії та Африці. Робота висвітлює походження їхніх царств, давню релігію та часи руху в християнську віру. І, перш за все, успіхи царів, що володарювали в Далмації, Хорватії, Боснії, Сербії, Рашці та Болгарії.
Твір було перекладено і видано російською мовою за наказом російського царя Петра I в 1722 році. Російське видання книги стало одним з основних джерел для написання «Історії Слов'яно-Болгарської» Паїсія Хилендарського.

## Історична цінність
Твір містить багато відомостей із авторським тлумаченням про часи існуючих до XVI століття історико-географічних областей південних слов'ян, а вони, за словами дона Мавро, такі: Далмація, Хорватія, Боснія, Сербія, Рашка і Болгарія.

## Довідкова інформація
Робота є сполучною ланкою між середньовічною історією Південних Слов'ян на Балканах і добою Відродження в італійських містах.
Історичний контекст твору — це довга турецька війна та втрата становища південних слов'ян у правлінні Османської імперії, спричиненого повішенням Михайла Кантакузена Шайтаноглу (3 березня 1578 р.) та вбивством великого візира Соколовича Мехмеда-паші (11 жовтня 1579 р.). Венеційській республіці через матір султана, яка мала венеційське походження, вдалося потіснити Рагузьку республіку свого конкурента в середземноморській торгівлі, спорудивши приплав у Спліті.